# John Bynum
John-Redder Bynum (* 23. Februar 1978 in Visalia, Kalifornien) ist ein ehemaliger US-amerikanischer Basketballspieler, der für mehrere Vereine in der deutschen Basketball-Bundesliga und zweiten Bundesliga gespielt hat. Zuletzt spielte Bynum für den Regionalligisten BSG Grevenbroich und beendete nach der Trennung von dem Verein im Januar 2014 seine Laufbahn als Berufsbasketballspieler.

## Karriere
Bynum war während seines Studiums am Metropolitan State College of Denver in Denver bei den Roadrunners aktiv und erreichte nach der Vizemeisterschaft 1999 mit seinem Collegeteam im Jahre 2000 die Meisterschaft in der NCAA Division II. Anschließend begann Bynum im Jahr 2001 seine Profi-Karriere bei den Solent Stars in der English Basketball League, die unterhalb der British Basketball League angesiedelt ist. Nach einer Spielzeit spielte er in der Saison 2002/03 in der damals drittklassigen deutschen Regionalliga bei den Konstantin Elephants aus Grevenbroich und in der Saison 2003/04 in Norwegen. In der 2. Basketball-Bundesliga 2004/05 spielte Bynum erneut für die Elephants Grevenbroich, die zuvor mit ihm den Aufstieg 2003 in die zweite Liga Gruppe Nord erreicht hatten. Nach der Saisonvorbereitung 2005/06 auf Zypern für ETHA Engomis kehrte er noch vor Saisonbeginn nach Deutschland zurück und spielte in der Gruppe Süd der zweiten Liga für den Aufsteiger COOCOON Baskets aus Weiden in der Oberpfalz.
Im Januar 2006 bekam Bynum dann einen Vertrag bei den Eisbären aus Bremerhaven in der höchsten deutschen Spielklasse. Mit diesem Verein erreichte er nach jeweils einem vierten Platz in der Hauptrunde zwei Mal die Play-offs um die deutsche Meisterschaft; in den Playoffs 2006 gelang der Einzug ins Halbfinale, wo man gegen den späteren Vizemeister Alba Berlin ausschied. Ein Jahr später schied man gegen den vormaligen Meister RheinEnergie Köln bereits im Viertelfinale aus. Im Pokal erreichte man 2007 das Final-Four-Turnier. Die Saison 2007/08 begann eine Klasse tiefer in der ProA, wie die neue zweite Liga hieß, beim USC in Heidelberg, bevor wegen einer Schulterverletzung sein Vertrag im Januar 2008 gelöst wurde. Wenige Wochen später verpflichteten ihn die digibu Baskets aus Paderborn und er wechselte bis zum Ende der Saison 2007/08 zurück in die oberste deutsche Spielklasse.
Nach Saisonende 2008 kehrte Bynum zunächst in seine US-amerikanische Heimat und beteiligte sich am Aufbau einer Basketballschule, bevor er seine aktive Karriere reaktivierte und in der ProA 2009/10 für die Merlins aus Crailsheim aktiv wurde. Nach einer guten Saison in der ProA erhielt Bynum 2010 einen Vertrag beim TBB Trier und kehrte nach seiner Pause erneut in die Basketball-Bundesliga zurück. 2012 wurde sein Vertrag nach zwei Spielzeiten nicht erneut verlängert und er spielte noch einmal eine weitere Spielzeit in der ProA 2012/13 bei den Niners aus Chemnitz. Im Februar 2013 entschlossen sich beide Seiten zu einer vorzeitigen Vertragsauflösung. Die vorzeitige Trennung nahm Bynum zum Anlass, seine aktive Karriere als Basketballer nun endgültig zu beenden und eine neue als Basketballtrainer zu beginnen. Im Juni 2013 kündigten die Elephants Grevenbroich die Rückkehr John Bynums zu den Elephants an. Mit dem in Grevenbroich gefeierten Basketballer sollte der Aufstieg in die 2. Bundesliga Pro B gelingen, was jedoch nicht gelang. Bereits im Januar 2014 kam es zur Trennung. Damit endete Bynums Profikarriere.
Schon ab 2010 hatte Bynum in seinem Heimatland Übungsstunden und Camps für Jugendbasketballer angeboten, nach dem Ende seiner Spielerlaufbahn rief er die Internetseite signalthelightbasketball.com ins Leben, auf der er über das Geschehen im kalifornischen College-Basketball berichtet.